# Enfocus PitStop Professional
Enfocus PitStop Pro（エンフォーカス ピットストップ プロ）はEnfocus（本社：ベルギー）が開発した、Portable Document Format (PDF) ファイルを検査・編集するAdobe Acrobat用プラグインである。
主にPDFファイルを印刷用に加工するために使用されており、塗りたしの作成、ページサイズの変更、色変換など、そのPDF編集機能は多岐に及ぶ。
PitStopにはPDFファイルをプリフライトする機能も搭載されている。PitStopのプリフライトエンジンはOEMとして㈱SCREENグラフィックソリューションズやAgfaなどのプリプレスベンダーにも提供され幅広く使用されている。PitStopのプリフライトは検査だけでなく自動修正まで設定できるところが大きな特徴だ。
PitStopの最もすぐれた点はアクションリストを利用した自動化処理ができることだ。この機能を使いこなせれば、何100ページあるファイルでも、必要なところだけ変更することができてしまう。また、アクションリストを使い、デフォルトで用意されていない検査項目を独自に作成することも可能だ。
日本ではソフトウェア・トゥーが国内販売代理店。